# Polycentropus timesis
Polycentropus timesis là một loài Trichoptera trong họ Polycentropodidae. Chúng phân bố ở miền Tân bắc.